# Transversalwelle

Transversalwelle
Longitudinalwelle

Eine Transversalwelle – auch Quer-, Schub- oder Scherwelle – ist eine physikalische Welle, bei der die Schwingung senkrecht zu ihrer Ausbreitungsrichtung erfolgt. Das Gegenstück ist eine Längs- oder Longitudinalwelle, bei der die Schwingung in Richtung der Ausbreitungsrichtung stattfindet. Beispiele für eine Transversalwelle sind eine Saitenschwingung oder Licht im Vakuum, während Schall in einem idealen Fluid (näherungsweise in Luft) eine Longitudinalwelle ist.

## Veranschaulichung
Eine Transversalwelle schwingt senkrecht zu ihrer Ausbreitungsrichtung. Die Welle lässt sich anhand eines Seils veranschaulichen, bei dem ein Ende in der Hand gehalten wird. Indem man die Hand auf- und abbewegt, lässt sich das Seil aus seiner Ruheposition auslenken und diese Auslenkung pflanzt sich entlang des Seils fort. Es handelt sich hierbei um eine Transversalwelle, da sich die Welle waagerecht entlang des Seils ausbreitet, die Auslenkung des Seils aus seiner Ruhelage jedoch nach oben und unten geschieht. Der Wellenvektor, der die Ausbreitungsrichtung der Welle kennzeichnet ist damit senkrecht zu der Amplitude der Seilschwingung.
Anstelle einer Auf- und Abbewegung lässt sich eine ähnliche Welle auch durch Handbewegungen von rechts nach links erzeugen, oder einer Kombination beider Richtungen. Solche Wellen sind ebenfalls Transversalwellen, unterscheiden sich jedoch in der Schwingungsrichtung. Diese Schwingungsrichtung der Transversalwelle wird Polarisation genannt.

## Eigenschaften

### Polarisation
Im Gegensatz zu Longitudinalwellen sind Transversalwellen polarisierbar, da die Schwingung in der gesamten Ebene möglich ist, die senkrecht auf ihrer Ausbreitungsrichtung steht. Läuft die Welle beispielsweise in z-Richtung, kann die Schwingung in x-Richtung, y-Richtung oder in einer beliebigen (nicht zwingend festen) Kombination beider Richtungen erfolgen, also in der kompletten x-y-Ebene. Dadurch ergeben sich verschiedene Spezialfälle der Schwingung:
- Die Schwingung erfolgt nur in einer Richtung: In diesem Fall nennt man die Welle linear polarisiert. Stellt man sich eine, auf einen Beobachter zulaufende, Seilwelle in dieser Polarisation vor, sieht dieser nur eine Linie.
- Der Betrag der Auslenkung ist fest, nur die Richtung der Auslenkung ändert sich mit einer festen Winkelgeschwindigkeit. Hier sieht der Beobachter einen Kreis; man spricht von zirkularer Polarisation. Je nach Drehrichtung, in der die Auslenkung den Kreis durchläuft, unterscheidet man zwischen rechts- und linkszirkularer Polarisation.

### Elastische Wellen
Aus der Navier-Stokes-Gleichung lässt sich für die Bewegung von dissipationsfreien elastischen Wellen in einem Festkörper die Differentialgleichung
{\displaystyle \rho {\frac {\partial ^{2}\mathbf {u} }{\partial t^{2}}}=\mu \nabla ^{2}\mathbf {u} +(\lambda +\mu )\nabla (\nabla \cdot \mathbf {u} )}
für die zeit- und ortsabhängige Auslenkung {\displaystyle \mathbf {u} (\mathbf {x} ,t)} herleiten. Dabei sind {\displaystyle \rho }, {\displaystyle \mu } und {\displaystyle \lambda } konstante Materialparameter. Das Vektorfeld {\displaystyle \mathbf {u} } lässt sich, wie jedes Vektorfeld, in einen rotations- und einen divergenzfreien Teil aufspalten:
{\displaystyle \mathbf {u} =\mathbf {u} _{\mathrm {L} }+\mathbf {u} _{\mathrm {T} }}
wobei für den rotationsfreien Teil gilt
{\displaystyle {\begin{aligned}\nabla \times \mathbf {u} _{\mathrm {L} }&=0\\\nabla \times (\nabla \times \mathbf {u} _{\mathrm {L} })&=\nabla (\nabla \cdot \mathbf {u} _{\mathrm {L} })-\nabla ^{2}\mathbf {u} _{\mathrm {L} }=0\end{aligned}}}
und für den divergenzfreien
{\displaystyle {\begin{aligned}\nabla \cdot \mathbf {u} _{\mathrm {T} }&=0\\\nabla (\nabla \cdot \mathbf {u} _{\mathrm {T} })&=0\end{aligned}}}
Damit erhält man zwei getrennte Wellengleichungen für den transversalen und longitudinalen Teil der Welle:
{\displaystyle {\begin{aligned}0&=\left(\rho {\frac {\partial ^{2}}{\partial t^{2}}}-(\lambda +2\mu )\nabla ^{2}\right)\mathbf {u} _{\mathrm {L} }\\0&=\left(\rho {\frac {\partial ^{2}}{\partial t^{2}}}-\mu \nabla ^{2}\right)\mathbf {u} _{\mathrm {T} }\end{aligned}}}
mit unterschiedlichen Phasengeschwindigkeiten {\displaystyle c_{\mathrm {L} }={\sqrt {(\lambda +2\mu )/\rho }}} für die Longitudinalwelle und {\displaystyle c_{\mathrm {T} }={\sqrt {\mu /\rho }}} für die Transversalwelle. Im selben Medium ist die Geschwindigkeit von Transversalwellen stets kleiner als die von Longitudinalwellen.

## Beispiele

Ebener Transversalwellenzug
Transversalwellenzug als Zylinder- oder Kugelwelle
Fernfeld einer linear polarisierten, elektromagnetischen Welle im Vakuum, die sich in x-Richtung ausbreitet. Die elektrische Feldstärke {\displaystyle {\vec {E}}} (in blau) und die magnetische Flussdichte {\displaystyle {\vec {B}}} (in rot) sind senkrecht dazu.

### Mediengebunden
- dilatationsfreie Wellen in einem inkompressiblen elastischen Medium (Festkörper)[3]
- Oberflächenwellen auf Flüssigkeiten, wie Wasserwellen, sind  keine reinen Transversalwellen, sondern bilden eine Mischform aus Transversalwelle  und Longitudinalwelle
- Alfvénwellen oder transversale Plasmawellen
- Ultraschall in Festkörpern hat wegen der auftretenden Schubspannungen neben dem Longitudinalwellenanteil zusätzlich auch einen Anteil von Transversalwellen, benutzt wird das beispielsweise beim Schrägschallverfahren
- La-Ola-Welle in einem Fußballstadion

### Nicht mediengebunden
- Elektromagnetische Wellen
- Gravitationswellen